# Fotbal Club Delta Tulcea
Le Fotbal Club Delta Tulcea est un club roumain de football basé à Tulcea.

## Historique
- 2005 : fondation du club
- 2007 : vainqueur de la deuxième division, le club ne monte toutefois pas en première division à cause d'un problème de licence
- 2013 : dissolution du club

## Palmarès
- Championnat de Roumanie de D2
  - Champion : 2007

- Championnat de Roumanie de D3
  - Champion : 2006